# Gnomonia comari
Gnomonia comari är en svampart som beskrevs av P. Karst. 1873. Gnomonia comari ingår i släktet Gnomonia och familjen Gnomoniaceae.  Arten är reproducerande i Sverige. Inga underarter finns listade i Catalogue of Life.